# Edna May Oliver
Pour les articles homonymes, voir Oliver.
Edna May Oliver est une actrice américaine née le 9 novembre 1883 à Malden, Massachusetts (États-Unis), et morte le 9 novembre 1942 à Los Angeles (Californie).

## Filmographie

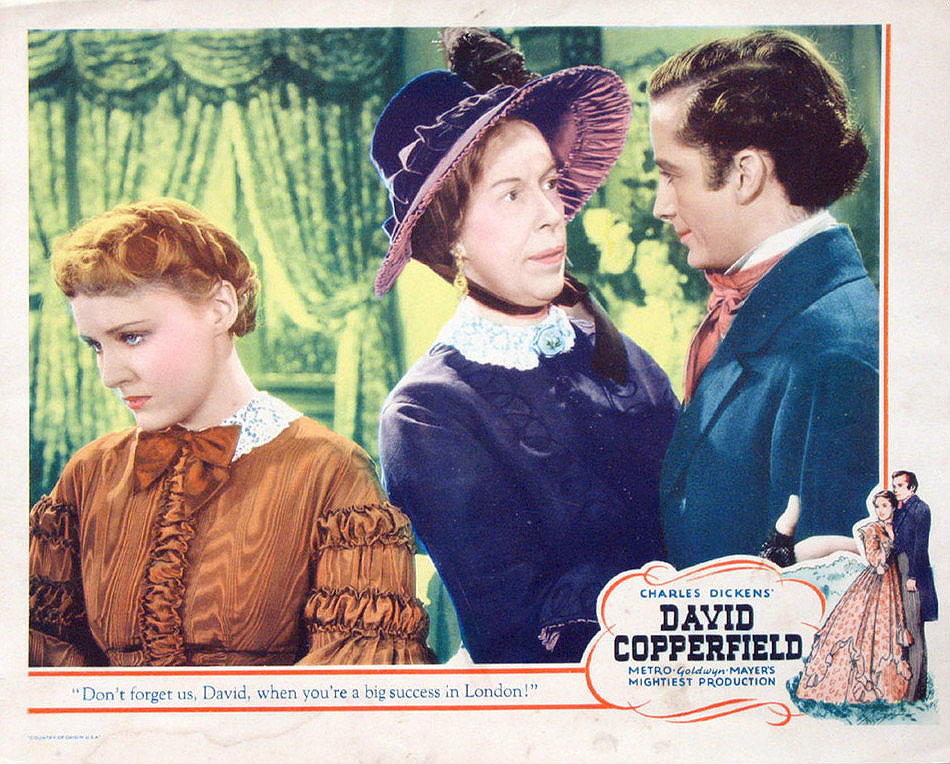
Dans David Copperfield (1935).

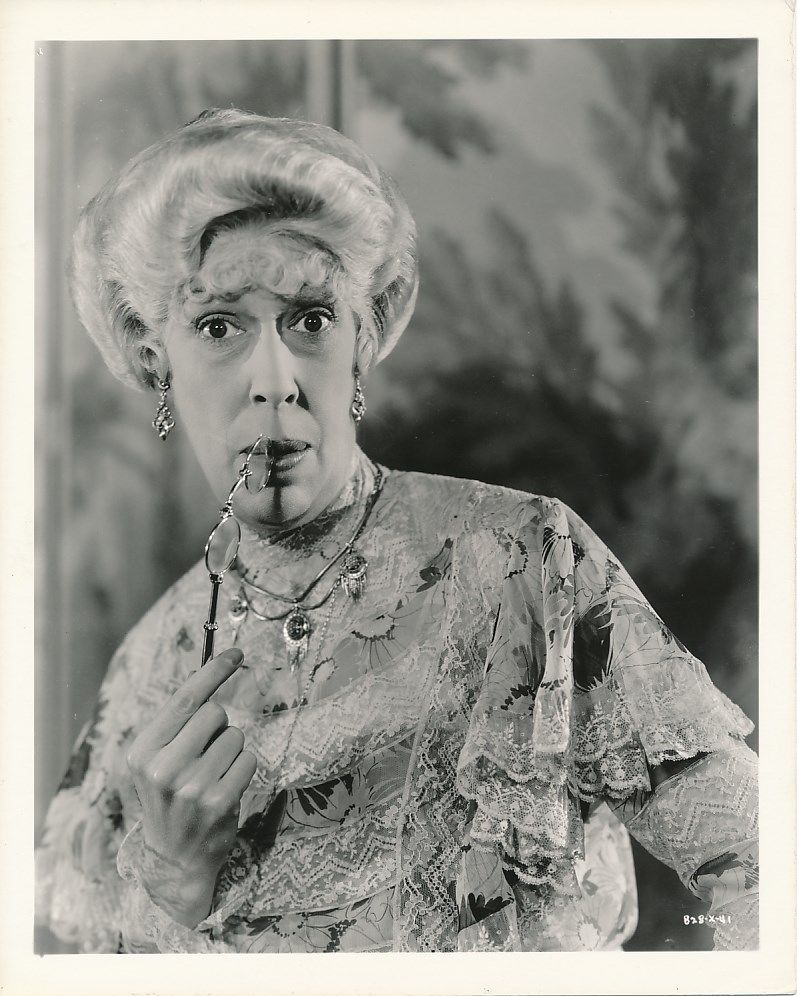
Dans La Femme de sa vie (No More Ladies) (1935).

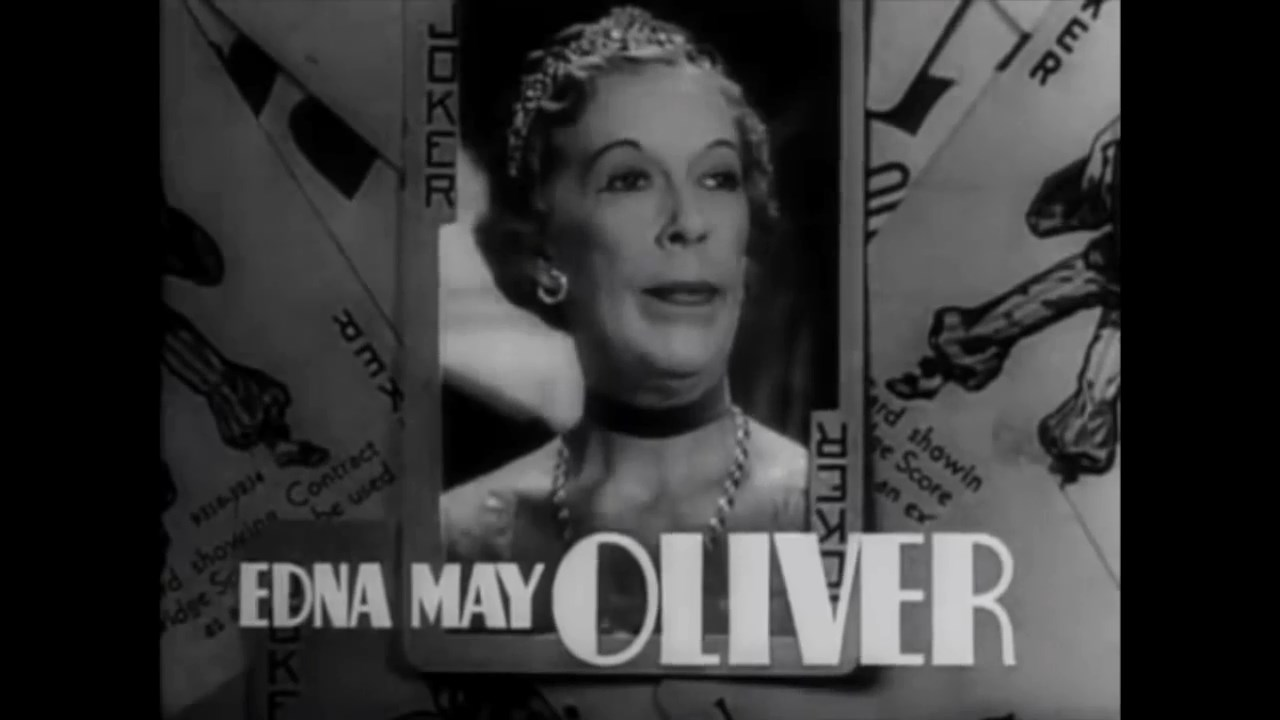
Dans Rosalie (1937)

- 1923 : Wife in Name Only de George Terwilliger : Mrs. Dornham
- 1923 : Three O'Clock in the Morning de Kenneth S. Webb : Hetty
- 1924 : Restless Wives de Gregory La Cava : La secrétaire de Benson
- 1924 : Cœurs de glace (Icebound) de William C. de Mille : Hannah
- 1924 : Gentleman Georges, cambrioleur (Manhattan) de R.H. Burnside : Mrs. Trapes
- 1925 : The Lady Who Lied d'Edwin Carewe
- 1925 : Champion 13 (The Lucky Devil) de Frank Tuttle : Mrs. McDee
- 1925 : Rivales (Lovers in Quarantine) de Frank Tuttle : Amelia Pincent
- 1926 : Vénus moderne (The American Venus) de Frank Tuttle : Mrs. Niles
- 1926 : Let's Get Married : J.W. Smith
- 1929 : La Cadette (The Saturday Night Kid) : Miss Streeter
- 1930 : Half Shot at Sunrise de  Paul Sloane : Mrs. Marshall
- 1931 : Cimarron : Mrs. Tracy Wyatt
- 1931 : Laugh and Get Rich : Mrs. Sarah Cranston Austin
- 1931 : Cracked Nuts : Tante Minnie Van Varden
- 1931 : Newly Rich : Bessie Tate
- 1931 : Fanny Foley Herself : Fanny Foley
- 1932 : Ladies of the Jury : Mrs. Livingston Baldwin Crane
- 1932 : Hold 'Em Jail : Violet
- 1932 : Les Conquérants (The Conquerors) : Matilda Blake
- 1932 : Un meurtre chez les pingouins (Penguin Pool Murder) : Hildegarde Withers
- 1933 : Le Fascinateur (The Great Jasper) : Madame Talma
- 1933 : It's Great to Be Alive : Dr. Prodwell
- 1933 : Ann Vickers : Malvina Wormser
- 1933 : Moi et le Baron (Meet the Baron) de Walter Lang : Dean Primrose
- 1933 : Une nuit seulement (Only Yesterday) de John M. Stahl : Leona
- 1933 :  Les Quatre Filles du Docteur March (Little Women) : Tante March
- 1933 : Alice au pays des merveilles (Alice in Wonderland), de Norman Z. McLeod : La Reine rouge
- 1934 : The Poor Rich : Harriet Spottiswood
- 1934 : The Last Gentleman : Augusta Pritchard, la sœur de Cabot
- 1934 : Murder on the Blackboard : Hildegarde Withers
- 1934 : We're Rich Again : Maude Stanley
- 1935 : David Copperfield (The Personal History, Adventures, Experience, and Observation of David Copperfield, the Younger) : Tante Betsy Trotwood
- 1935 : Murder on a Honeymoon (en) : Hildegarde Withers
- 1935 : La Femme de sa vie (No more ladies) : Mrs. Fanny 'Mamie' Townsend
- 1935 : Le Marquis de Saint-Evremont (A Tale of Two Cities) : Miss Pross
- 1936 : Roméo et Juliette (Romeo and Juliet) : Nurse de Juliet
- 1937 :  La Vie privée du tribun (Parnell) de John M. Stahl : Tante Ben Wood
- 1937 : My Dear Miss Aldrich : Mrs. Lou Atherton
- 1937 : Rosalie : Queen of Romanza
- 1938 : Paradise for Three : Mrs. Julia Kunkel
- 1938 : Hôtel à vendre (Little Miss Broadway) : Sarah Wendling (owner, Hotel Variety)
- 1939 : La Grande farandole (The Story of Vernon and Irene Castle) : Maggie Sutton
- 1939 : La Fille du nord (Second Fiddle) : Tante Phoebe
- 1939 : Edith Cavell (Nurse Edith Cavell) : Comtesse de Mavon
- 1939 : Sur la piste des Mohawks (Drums Along the Mohawk) : Mrs. McKlennar
- 1940 : Orgueil et Préjugés (Pride and Prejudice) de Robert Z. Leonard : Lady Catherine de Bourgh
- 1941 : Lydia : Sarah MacMillan